# Đàm (họ)
Đàm là một họ của người châu Á. Họ này có mặt ở Việt Nam, khá phổ biến ở Trung Quốc (chữ Hán: 谭/譚 hoặc 谈/談, Bính âm: Tán) và rất hiếm ở Triều Tiên (Hangul: 담, Romaja quốc ngữ: Dam). Về mức độ phổ biến họ Đàm 谭/譚 xếp thứ 67 ở Trung Quốc theo thống kê năm 2006. Họ Đàm 谈/談 ít phổ biến hơn.

## Người Việt Nam họ Đàm có danh tiếng
| Tên                         | Sinh thời | Hoạt động |
| --------------------------- | --------- | --- |
| Đàm Ngọc Nga                | Tk.1      | Nữ tướng thời Hai Bà Trưng, nàng được Trưng Vương phong là Nguyệt Điện Công Chúa và thờ tại Đền Tây Cốc, huyện Đoan Hùng, tỉnh Phú Thọ.                                                                  |
| Đinh Triều Quốc Mẫu Đàm Thị | Tk.10     | Vợ quan thứ sử Đinh Công Trứ, Thân mẫu của vua Đinh Tiên Hoàng, được tôn là Đinh Triều Quốc Mẫu và thờ ở nhiều nơi thuộc Ninh Bình, Nam Định, Thái Bình.                                                 |
| Đàm Dĩ Mông                 | Tk.12     | Đại thần ngoại thích nhà Lý |
| An Toàn hoàng hậu Đàm thị,  | Tk.12-13  | Hoàng hậu nhà Lý, vợ vua Lý Cao Tông, mẹ đẻ của Lý Huệ Tông. |
| Đàm Thận Huy                | 1463-1526 | Quan và nhà thơ thời Lê Thánh Tông và 5 đời vua kế tiếp thời Lê trung hưng. Quê làng Me, thành phố Từ Sơn, tỉnh Bắc Ninh                                                                                 |
| Đàm Công Hiệu               | 1652-1721 | Thượng Thư bộ Lễ, được trao việc dạy Chúa Trịnh Cường và được suy tôn là "Đàm Quốc Sư" |
| Đàm Quang Trung             | 1921-1995 | Người Tày, tên thật là Đàm Ngọc Lưu, Thượng tướng QĐNDVN, quê bản Nà Nghiềng, xã Sóc Hà, huyện Hà Quảng, tỉnh Cao Bằng, phó chủ tịch Hội đồng nhà nước CHXHCN VN                                         |
| Đàm Thị Loan                | 1926-2010 | Người Tày, một trong ba chiến sĩ nữ của đội Việt Nam Tuyên truyền Giải phóng quân, Trung tá QĐNDVN, một trong hai người tham gia thượng cờ tại Lễ Độc lập ngày 2/9/1945 tại Quảng trường Ba Đình, Hà Nội |
| Đàm Trung Đồn               | 1934-...  | Nhà vật lý Việt Nam, giáo sư Trường Đại học Tổng hợp Hà Nội |
| Đàm Liên                    | 1945-...  | Tên thật là Đàm Thị Liên, nghệ sĩ tuồng, quê xã Xuân Long, Đồng Xuân, Phú Yên |
| Đàm Thanh Sơn               | 1969-...  | Nhà vật lý Việt Nam, cháu GS Đàm Trung Đồn |

## Người Trung Quốc họ Đàm có danh tiếng

### Họ Đàm 譚
- Đàm Tùng Vận, diễn viễn, ca sĩ Trung Quốc
- Đàm Nguyên Xuân, nhà văn thời nhà Minh
- Đàm Toàn Bá
- Đàm Thiệu Quang, đại tướng của Thái Bình Thiên Quốc
- Đàm Tự Đồng, học giả cuối đời nhà Thanh
- Đàm Thuẫn, nhà soạn nhạc Mỹ gốc Hoa
- La Văn, tên thật là Đàm Bách Tiên, ca sĩ Hồng Kông
- Địch Long, tên thật là Đàm Phú Vinh, diễn viên Hồng Kông
- Đàm Gia Minh, đạo diễn Hồng Kông
- Đàm Vịnh Lân, ca sĩ, diễn viên Hồng Kông
- Đàm Diệu Văn, ca sĩ, diễn viên Hồng Kông
- Đàm Gia Nghi, Ca sĩ, diễn viên, người dẫn chương trình Hồng Kông
- Doãn Chính, tên thật Đàm Tuấn Bằng, diễn viên/ ca sĩ Trung Quốc
- Đàm Trung Di, đại kiện tướng cờ vua Trung Quốc

### Họ Đàm 談
- Đàm Thiên, nhà sử học đầu thời nhà Thanh